# The Mamas & the Papas
The Mamas & the Papas (букв. «мамы и папы»; название на обложке первого альбома было The Mama’s and the Papa’s) — американский музыкальный коллектив второй половины 1960-х годов, состоявший из двух певцов и двух певиц, просуществовавший около трёх лет и создавший за это время несколько хитов, таких как California Dreamin’.

## История
Джон Филлипс и Скотт Маккензи играли традиционный «белый» фолк в составе группы «The Journeymen», выступая в кофейне The Hungry I — именно там Джон познакомился с Мишель Гиллиам , единственной из ныне здравствующих участников квартета. Вскоре Джон оставил жену и детей и 31 декабря 1962 года заключил брак с восемнадцатилетней Мишель. В начале 1964 года «The Journeymen» распались. Джон и Мишель организовали новый фолк-проект с Маршаллом Брикмэном — «New Journeymen». Для полного комплекта им не хватало тенора. Музыканты пригласили на эту роль Денни Доэрти, выходца из Канады, игравшего с Залманом Яновски. Накануне Нового года Доэрти согласился на предложение Джона вступить в коллектив.
Прообразом будущего квартета стал ансамбль «The Mugwumps», в котором участвовали Кэсс Эллиот, её тогдашний муж Джим Хендрикс (однофамилец знаменитого гитариста Джими Хендрикса), Денни Доэрти и Зал Яновски. Фактически, The Mugwumps распался на две сильные команды — The Mamas And The Papas и The Lovin' Spoonful.
Самой колоритной фигурой в ансамбле являлась Кэсс Эллиот — близкая подруга Денни. Прозвище «Мама Кэсс» она получила из-за своей впечатляющей полноты; при этом Кэсс была очень сильной вокалисткой и обладала незаурядным умом — её IQ превышал 160. Окончательно Кэсс присоединилась к группе летом 1965 года, когда остальные музыканты отправились на отдых на Виргинские острова. После летнего отпуска в Калифорнии группа вернулась в Нью-Йорк. Именно там была написана песня California Dreamin'.

По моим воспоминаниям, мы были в отеле «Эрл» в Нью-Йорке. Мишель спала, а я играл на гитаре. В тот день мы выбирались на прогулку, а она только что приехала из Калифорнии, и всё, что на ней было, это то, что она носила в Калифорнии. Всю ночь шёл снег, и утром она никак не могла взять в толк, что это за белые хлопья валят с небес — вы знаете, на юге Калифорнии снега вообще не бывает. Итак, мы вышли на прогулку, и то, о чём рассказано в песне — это, в основном, описание всех событий того дня — как мы заходили в церковь, чтобы согреться, и так далее, и так далее. И когда я обдумывал это ночью, я играл и пел, и понял, что на самом деле, в тот день мы в основном мечтали о Калифорнии. Я попытался разбудить Мишель, чтобы она записала текст, который у меня получался. Она сказала: «Оставь меня в покое, я хочу спать. Я спать хочу». «Проснись. Запиши это — и ты никогда не пожалеешь. Я обещаю, Мишель». «Ну ладно». Она записала и снова завалилась спать. И впоследствии она никогда не жалела о том, что встала и записала этот текст. Так что, за ней половина гонорара за авторство. — Джон Филлипс
В том виде, как её сочинил Филлипс, песня строилась на трёх аккордах. Аранжировку для студийной записи придумал Фил Слоун (англ. P. F. Sloan) — композитор и музыкант, работавший на студии «Данхилл». После того, как Джон показал ему песню, Фил предложил сыграть её по-другому — подобно тому, как это было сделано в композиции Walk Don’t Run группы The Ventures. Слоун с Филлипсом также записали партии двух гитар во вступлении. Соло на альт-флейте сыграл известный джазовый саксофонист Бад Шенк (англ. Bud Shank). Филлипс случайно встретил его в холле, привел в студию. Шенк послушал фрагмент записи, где ему предстояло играть, и записал свою партию с первого дубля.
«California Dreamin'» стала первым синглом группы и безусловным хитом . С неё началась история успеха команды, с такими хитами в лучшей десятке Billboard Hot 100, как «Monday, Monday», «Dancing in the Street» и «Dedicated To The One I Love». Также интересны песни «Creeque Alley», где подробно описана история создания команды, и романтическая баллада «Dancing Bear» со сказочным сюжетом.
Джон Филлипс также сочинил один из гимнов движения хиппи, «San Francisco (Be Sure to Wear Flowers in Your Hair)» (1967, 1-е место в Великобритании) — эта песня известна в исполнении Скотта Маккензи, хотя существует и запись этой песни с вокалом Филлипса.
Карьера группы сопровождалась проблемами из-за отношений между её участниками. У Мишель Филлипс и Денни Доэрти в самом начале существования коллектива был роман, который скоро стал известен Джону и Кэсс, тайно влюблённой в Денни. Музыканты нашли в себе силы побороть ситуацию и снова играть вместе — своеобразным ответом Джона стала песня «I Saw Her Again». Немного позже у Мишель завязался роман с Джином Кларком из группы The Byrds, что раздосадовало как Джона, так и Денни. В итоге, в июне 1966 года Мишель была уволена из группы, а её место заняла Джилл Гибсон (англ. Jill Gibson) — подруга их продюсера Лу Адлера. Однако в августе того же года, во многом благодаря Джону, Мишель вернулась и в состав группы, и к Джону. Но спустя два года The Mamas & the Papas распались: Кэсс Эллиот приняла решение заняться сольной карьерой, а Джон и Мишель официально подали на развод. Одно из последних сценических выступлений The Mamas and The Papas состоялось летом 1967 года на фестивале в Монтерее. Собственно, идея проведения фестиваля исходила от Джона Филлипса и Лу Адлера. The Mamas and The Papas выступили на одной сцене с такими командами, как The Animals, Jefferson Airplane, The Who и другими.
В 1971 году все оригинальные участники группы, к тому времени занятые сольной карьерой, снова воссоединялись, записав последний альбом «People Like Us», не повторивший успех первых альбомов. «People Like Us» был записан только потому, что по контракту группа была обязана выпустить ещё один альбом. К тому времени бывшие участники группы уже настолько удалились друг от друга, как в личном, так и в творческом плане, что ни о каком плодотворном сотрудничестве не могло быть и речи.
Кэсс Эллиот умерла от инфаркта в 1974 году в Лондоне во время сольного концертного турне. Джон Филлипс умер в 2001 году в Лос-Анджелесе, Денни Доэрти умер 19 января 2007 года в своём доме в Канаде. На текущий момент (ноябрь 2019 года) Мишель Филлипс — единственная ныне здравствующая участница коллектива.
Попытки реинкарнации группы в конце 1960-х не имели успеха. Самой известной из этих попыток был состав с Джоном Филлипсом, его дочерью от первого брака Маккензи Филлипс и певицей Elaine «Spanky» McFarlane. Между тем, Чинна Филлипс (англ. Chynna Phillips), дочь Джона и Мишель, объединила усилия с двумя дочерьми Брайана Уилсона (The Beach Boys) и основала девичью команду Wilson Phillips. Их дебютный альбом 1990 года стал самым продаваемым диском года в США и был номинирован на четыре премии «Грэмми».

## Состав
- Джон Филлипс (John Phillips, 30 августа 1935 — 18 марта 2001) лидер группы, автор песен
- Касс «Мама» Эллиот (Cass Elliot, настоящее имя Эллен Наоми Коэн (Ellen Naomi Cohen), 19 сентября 1941 — 29 июля 1974) — вокал[7]
- Мишель Филлипс (Michelle Phillips, в девичестве Холли Мишель Гиллиам (Holly Michelle Gilliam), род. 4 июня 1944 в Лонг-Бич) — вокал
- Денни Доэрти (Denny Doherty, 29 ноября 1940 в Галифаксе, Канада — 19 января 2007 в Миссиссоге около Торонто) — вокал

С июня по август 1966 года место Мишель Филлипс в группе заменяла Джилл Гибсон (Jill Gibson).

## Дискография

### Альбомы
- 1966 If You Can Believe Your Eyes and Ears
  - в Великобритании издан под названием «The Mamas & The Papas»
- 1966 «The Mamas & The Papas»
  - в Великобритании издан под названием «Cass, John, Michelle and Denny»
- 1967 Deliver
- 1968 The Papas & The Mamas
- 1971 People Like us

### Сборные и концертные альбомы
(выборочно)
- 1967 Live at Monterey Pop Festival (концертный альбом)
- 1967 Farewell to the First Golden Era (сборник)
- 1968 Golden Era, Vol. 2 (сборник)
- 1970 A Gathering of Flowers (сборник)
- 2024 Live at the Monterey International Pop Festival (концертный альбом)

### Хит-синглы
(в скобках указано наивысшее место в хит-парадах США и Великобритании)
- 1966: California Dreamin' (США #4, Великобритания #23)
- 1966: I Saw Her Again Last Night (США #5, Великобритания #11)
- 1966: Monday, Monday (США #1, Великобритания #3)
- 1966: Words Of Love (США #5, Великобритания #47)
- 1967: Creeque Alley (США #5, Великобритания #9)
- 1967: Dancing Bear (США #51)
- 1967: Dedicated To The One I Love (США #2, Великобритания #2)
- 1967: Glad To Be Unhappy (США #26)
- 1967: Look Through My Window (США #24)
- 1968: Do You Wanna Dance (США #76)
- 1968: Dream a Little Dream of Me
- 1968: For The Love Of Ivy (США #81)
- 1968: Safe In My Garden (США #53, Великобритания #20)
- 1968: Twelve-Thirty (США #20)
- 1972: Step Out (США #81)